# 苏利斯坦
苏利斯坦（Suristan/Surestan，一译苏里斯坦）是波斯萨珊帝国的一个地理名称，有广义、狭义两种指代。广义上的苏利斯坦指萨珊帝国的苏利斯坦行省，大致相当于现在的叙利亚，“苏利”即叙利亚。苏利斯坦行省与阿苏利斯坦行省相对，后者在萨珊时期指亚述和巴比伦尼亚地区，今日的伊拉克中部及南部一带。而狭义上的苏利斯坦指萨珊时期的苏利斯坦城，大致位于今日伊拉克的库法一带，该城在萨珊时期属于维赫·卡瓦德行省管辖。
学者一般认为，《周书·异域传》中的“苏利城”、《魏书·波斯传》中的“苏利城”、《隋书·波斯传》中的“苏蔺城”、《新唐书·波斯传》中的“苏利悉单”、《老子化胡经》中的“苏邻国”及《大唐西域记》中的“苏剌萨傥那”（Surasthana）等均指苏利斯坦城。据《老子化胡经》称，摩尼教创始人摩尼即出身苏利斯坦：“我乘自然光明道气，飞入西挪玉界苏邻国中，示为太子。舍家入道，号曰摩尼。转大法轮，说经戒律定慧等法，乃至三际及二宗门。”
阿拉伯征服后，苏利斯坦一名被穆斯林史家认为指萨瓦德地区，即伊拉克南部。如《塔巴里史》和拜拉祖里《诸国征服史》等。